# Felix Mendelssohn Bartholdy
Jakob Ludwig Felix Mendelssohn Bartholdy, în general cunoscut sub numele de Felix Mendelssohn (n. 3 februarie 1809, Hamburg, Confederația Rinului – d. 4 noiembrie 1847, Leipzig, Confederația Germană), a fost un compozitor și dirijor german, de origine evreiască, care a activat în perioada de început a romantismului. Lucrările sale includ simfonii, concerte, oratorii, piese pentru pian și muzică de cameră. După o lungă perioadă de relativă denigrare, originalitatea sa creativă a fost reevaluată și, în sfârșit, recunoscută.

## Viața
Mendelssohn s-a născut la Hamburg, ca fiu al bancherului Abraham (la rândul lui fiu al unui filozof evreu celebru, Moses Mendelssohn) și al lui Lea Salomon, descendentă a familiei Itzig. Abraham s-a decis să renunțe la religia iudaică, astfel că și-a crescut copiii fără o educație religioasă, ulterior (în 1816) botezându-i în confesiunea luterană. (Abraham și soția sa s-au botezat abia în 1822). Numele de Bartholdy a fost adăugat la propunerea fratelui lui Lea, Jakob, care a cumpărat o proprietate funciară cu acest nume, pe care apoi l-a adoptat ca pe propriul nume de familie. Într-o scrisoare către Felix, Abraham explică această hotărâre ca pe un mijloc de a arăta că există o ruptură definitivă cu tradițiile tatălui său, Moses: Nu poate să existe un creștin cu numele de Mendelssohn, așa cum nu poate să existe un evreu cu numele de Confucius. Deși, pentru a respecta cererea fermă a tatălui său, Felix își semna scrisorile Mendelssohn Bartholdy, nu avea nimic împotriva numelui Mendelssohn folosit singur.

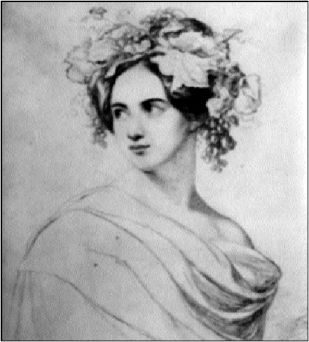
Fanny Mendelssohn

În 1812, familia sa s-a mutat la Berlin. Sora sa, Fanny Mendelssohn (mai târziu Fanny Hensel), a devenit o renumită pianistă și o compozitoare diletantă. La început, Abraham fusese de părere că ea, și nu fratele ei, avea un simț muzical mai accentuat.
Adesea, Mendelssohn este considerat cel mai celebru copil-minune, după Wolfgang Amadeus Mozart. La vârsta de șase ani a început să ia lecții de pian de la mama sa, iar la vârsta de 7 ani a început să ia lecții de la Marie Bigot, la Paris. Din 1817 a studiat compoziția cu Carl Friedrich Zelter, la Berlin. Se presupune că prima sa apariție în public a fost la vârsta de nouă ani, când a participat la un concert de muzică de cameră. Încă de copil s-a dovedit un compozitor prolific, prima sa lucrare, un cvartet pentru pian, scriind-o la vârsta de treisprezece ani. Zelter l-a prezentat pe Felix prietenului său, Goethe, care era mult mai în vârstă. Ulterior, Felix a luat lecții de la compozitorul și virtuozul Ignaz Moscheles, despre care însă spunea în jurnalul său (publicat în 1873 de soția sa, Charlotte) că a avut prea puține să-l învețe. În schimb, de Moscheles l-a legat o prietenie de o viață.
Pe când era adolescent, lucrările lui Felix erau interpretate acasă, cu o orchestră privată, pentru asociații bogaților săi părinți, ce făceau parte din intelectualitatea din Berlin. Primele 12 simfonii ale lui Felix au fost scrise la vârste cuprinse între 12 și 14 ani. Mai bine de un secol, aceste lucrări au fost ignorate, dar acum s-au făcut înregistrări cu ele și se prezintă ocazional în concerte. La vârsta de 15 ani a scris prima sa simfonie recunoscută, pentru orchestră simfonică mare, opus 11 în do minor 1824. La vârsta de 16 ani a scris Octetul pentru coarde în Mi bemol major, prima lucrare în care și-a dovedit pe deplin genialitatea, lucrare care, împreună cu Uvertura „Visul unei nopți de vară”, scrisă cu un an mai târziu, sunt cele mai bine cunoscute lucrări din tinerețe. În 1842 a compus Muzica de scenă la piesa „Visul unei nopți de vară” de Shakespeare, în care este inclus Marșul nupțial, care devine o piesă populară pentru nunți după ce, în 1858, a fost cântat în ziua căsătoriei Prințesei „Vicky"”(fiica reginei Victoria) cu Prințul Friedrich al Prusiei.
În anul 1827 a asistat la premiera (și singura reprezentație în cursul vieții) a operei sale în două acte Die Hochzeit des Camacho (Nunta lui Camacho). Eșecul aceste producții l-a făcut să nu mai încerce nici o compoziție de operă. După anul 1840 a analizat libretul lui Eugene Scribe, bazat pe Furtuna lui Shakespeare, dar a renunțat, considerându-l nepotrivit. 
În 1829, Mendelssohn a făcut prima vizită în Anglia, unde se stabilise Moscheles, care l-a prezentat în cercurile cu influență în lumea muzicală. Felix s-a bucurat de un mare succes, dirijând prima sa simfonie, atât în public, cât și în concerte private. În următoarele sale vizite s-a întâlnit și cu Regina Victoria și cu soțul său, Prințul Albert de Saxa-Coburg și Gotha, ambii mari admiratori ai muzicii sale. În total, a făcut 10 vizite în Marea Britanie, care i-a inspirat două din cele mai renumite lucrări ale sale, Uvertura Hebridele (denumită și Grota lui Fingal), precum și Simfonia nr. 3 în La minor, op. 56, Simfonia Scoțiană. Oratoriul op. 70 pentru soliști, cor mixt și orchestră, conceput de Mendelssohn pe texte extrase din Biblie, a fost prezentat în primă audiție la Birmingham pe 26 august 1846, sub titlul englez de Elijah.
La moartea lui Zelter, Mendelssohn a sperat să devină dirijorul Singakademie-ei din Berlin, cu care readusese la viață Johannes-Passion (BWV 245) de Johann Sebastian Bach.
Dar a fost preferat Karl Rungenhagen. Unii cred că acest lucru se datora tinereții lui Mendelssohn, care inducea teama introducerii unor posibile inovații, dar alții (între care se pare că și Felix) cred că, de fapt, cauza stă în originea lui evreiască.

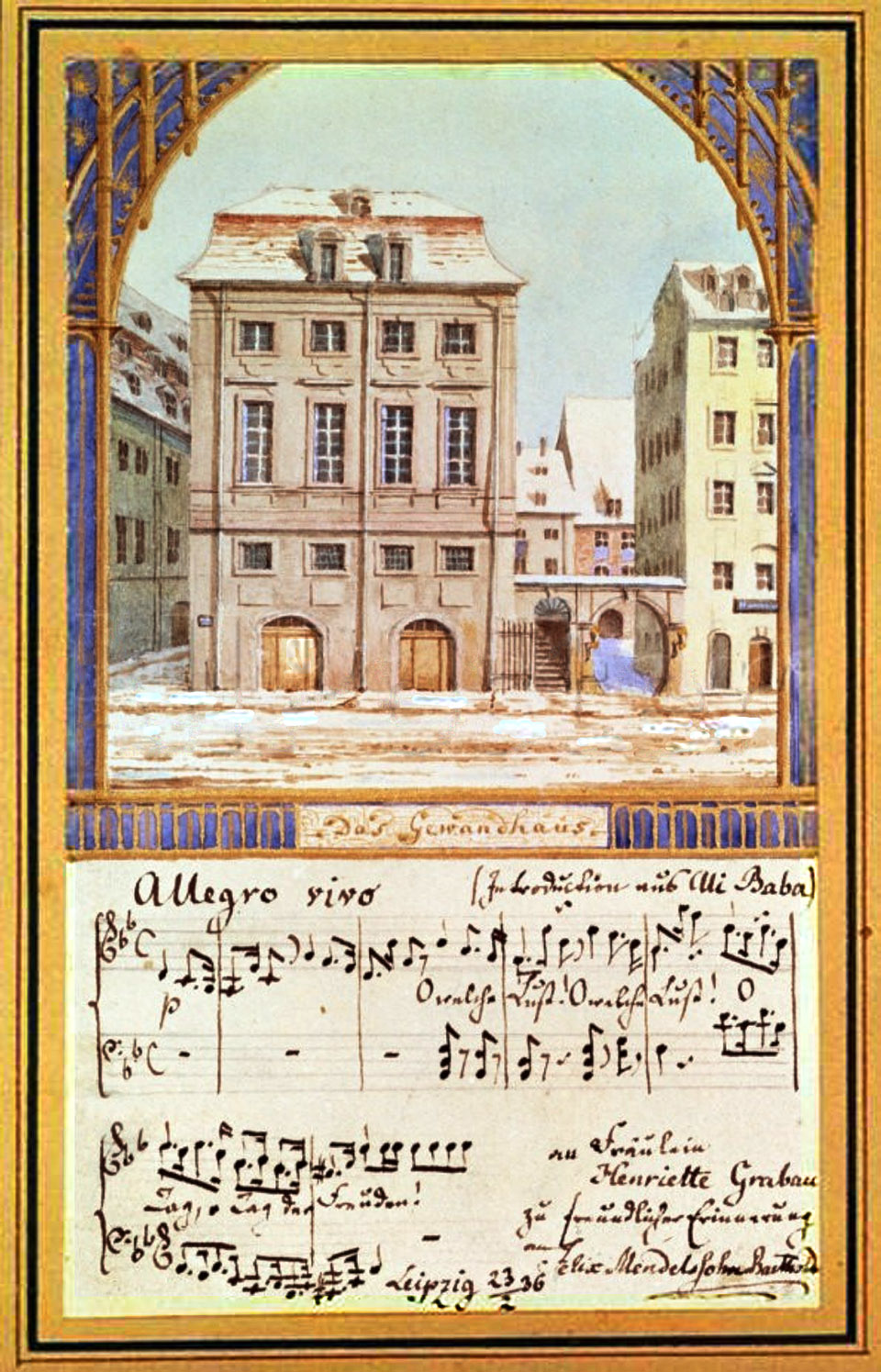
Gewandhaus din Leipzig. Acuarelă de Felix Mendelssohn Bartholdy, 1836, pentru albumul lui Henriette Grabau. Muzică din "Ali Baba" de Luigi Cherubini, scrisă de mâna lui Mendelssohn

Totuși, în 1835 a fost numit dirijor al orchestrei Gewandhaus din Leipzig. Această numire a fost deosebit de importantă pentru el. El se simțea german și dorea să joace un rol de frunte în viața muzicală a țării sale. Într-un fel, numirea a fost o reparație morală pentru dezamăgirea nenumirii sale ca dirijor la Singakademie. În ciuda eforturilor regelui Prusiei de a-l atrage la Berlin, Mendelssohn s-a concentrat pe dezvoltarea vieții muzicale din Leipzig și, în anul 1843, a înființat Conservatorul din Leipzig, reușind să-i convingă pe Moscheles și pe Robert Schumann să i se alăture.

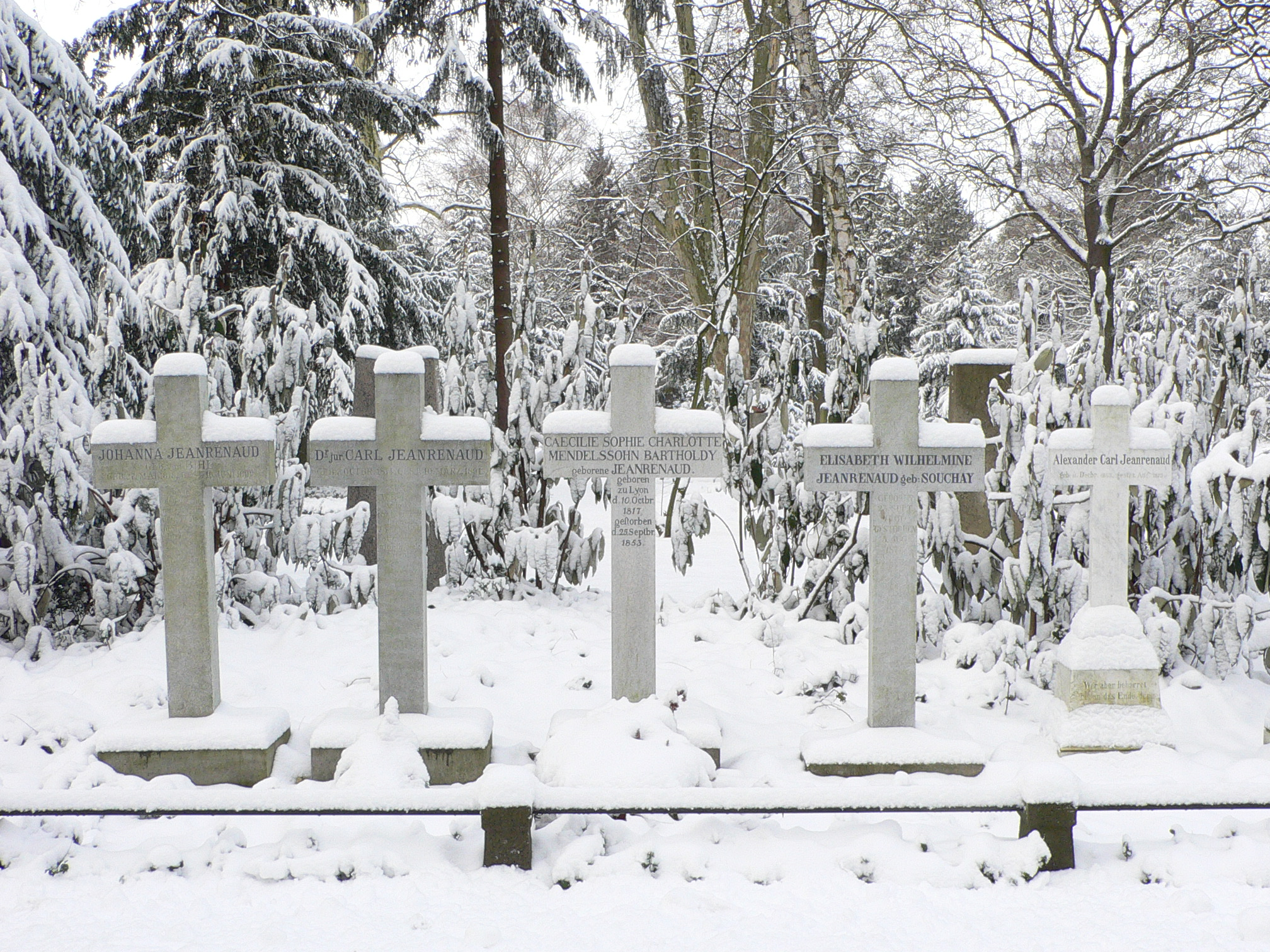
Mormântul lui Felix Mendelssohn din cimitirul Sf.Treime din Berlin

Viața personală a lui Mendelssohn a fost cât se poate de convențională. Căsnicia sa cu Cécile Jeanrenaud, celebrată în martie 1837, a fost foarte fericită, cuplul având cinci copii. Felix era și un bun acuarelist, iar bogata sa corespondență dovedește că ar fi putut deveni și un scriitor plin de spirit (atât în germană, cât și în engleză), scrisorile sale fiind adesea însoțite de schițe umoristice și de caricaturi, intercalate în text.
În ultimii ani de viață, Mendelssohn a avut o sănătate șubredă, agravată de probleme nervoase și de extenuare din cauza excesului de muncă. A fost puternic afectat de moartea surorii sale, Fanny, în mai 1847. Felix Mendelssohn a murit și el în același an, pe 4 noiembrie, la Leipzig. A fost înmormântat la Dreifaltigkeitsfriedhof (cimitirul Sfânta Treime) din Berlin-Kreuzberg.

## Relansarea muzicii lui Bach și Schubert
Mendelssohn a fost profund influențat de muzica lui Johann Sebastian Bach. Stră-mătușa sa, Sarah Levy (născută Itzig), a fost eleva fiului lui Bach, Wilhelm Friedemann Bach, și a sprijinit-o pe văduva altuia din fiii săi, Carl Philipp Emmanuel Bach. A colecționat o serie de manuscrise ale lui Bach. Muzica lui Bach, care la începutul secolului al XIX -lea căzuse într-o relativă uitare, se bucura de un profund respect din partea lui Zelter, profesorul lui Felix. În anul 1829, cu sprijinul lui Zelter și cu ajutorul actorului Eduard Devrient, Felix a aranjat și a dirijat la Berlin un spectacol cu oratoriul Matheus Passion (Patimile după Matei) de Bach. Orchestra și corul proveneau de la Berlin Singakademie, al cărei principal dirijor era Zelter. Succesul reprezentației (prima de la moartea lui J.S. Bach, în 1750) a reprezentat un element important pentru scoaterea din uitare și relansarea muzicii lui Bach, inițial în Germania și apoi în întreaga Europă. La numai 20 de ani, Mendelssohn a avut un succes răsunător. Cu această ocazie, Felix a făcut una din puținele referiri la originile sale etnice: A fost nevoie de un actor și de un fiu de evreu ("Judensohn") pentru a readuce la viață cea mai măreață muzică creștină a lumii (citat de Devrient în memoriile sale despre compozitor).
Tot Mendelssohn a reaprins și interesul pentru lucrările lui Franz Schubert. El a dirijat în premieră Simfonia nr. 9 în Do Major de Schubert, la Leipzig, pe 21 martie 1839, la peste zece ani de la moartea compozitorului.

## Lista compozițiilor

### În ordinea numărului de opus
- Op. 1, Cvartet pentru pian, nr. 1, în do minor (1822)
- Op. 2, Cvartet pentru pian, nr. 2, în fa minor (1823)
- Op. 3, Cvartet pentru pian, nr. 3, în si bemol minor (1824-1825)
- Op. 4, Sonata pentru vioară și pian, nr. 1, în fa minor (1825)
- Op. 5, Capriccio în fa diez minor, pentru pian (1825)
- Op. 6, Sonata pentru pian, nr. 1, în mi major (1826)
- Op. 7, Pièces caractéristiques pentru pian (1827)
  - Nr. 1 Sanft und mit Empfindung
  - Nr. 2 Mit heftiger Bewegung
  - Nr. 3 Kräftig und feurig
  - Nr. 4 Schnell und beweglich
  - Nr. 5 Ernst und mit steigender Lebhaftigkeit
  - Nr. 6 Sehnsüchtig
  - Nr. 7 Leicht und luftig
  - Op.8, 12 Cântece pentru voce și pian (1824/28)
    - No.1 Minnelied im Mai: Holder klingt der Vogelsang
    - No.2 Das Heimweh: Was ist's das mir den Atem hemmet (compus de Fanny Mendelssohn, publicat cu numele lui Felix)
    - No.3 Italien: Schöner und schöner schmückt sich (compus de Fanny Mendelssohn)
    - No.4 Erntelied: Es ist ein Schnitter, der heißt Tod
    - No.5 Pilgerspruch: Laß dich nur nichts nicht dauern
    - No.6 Frühlingslied. In schwäb. Mundart: Jetzt kommt der Frühling
    - No.7 Maienlied: Man soll hören süßes Singen
    - No.8 Hexenlied. Andres Maienlied: Die Schwalbe fliegt
    - No.9 Abendlied: Das Tagewerk ist abgethan
    - No.10 Romanze: Einmal aus seinen Blicken
    - No.11 Im Grünen: Willkommen im Grünen
    - No.12 Suleika und Hatem: An des lust'gen Brunnens Rand (compus de Fanny Mendelssohn)

  - Op.9, 12 Lieduri pentru voce și pian (1829/30)
    - Nr. 1 Frage: Ist es wahr?
    - Nr. 2 Geständnis: Kennst du nicht das Gluthverlangen
    - Nr. 3 Wartend (Romanze): Sie trug einen Falken
    - Nr. 4 Im Frühling: Ihr frühlingstrunknen Blumen
    - Nr. 5 Im Herbst: Ach wie schnell die Tage fliehen
    - Nr. 6 Scheidend: Wie so gelinde die Fluth bewegt
    - Nr. 7 Sehnsucht: Fern und ferner schallt der Reigen (compus de Fanny Mendelssohn)
    - Nr. 8 Frühlingsglaube: Die linden Lüfte sind erwacht
    - Nr. 9 Ferne: In weite Ferne will ich träume
    - Nr. 10 Verlust: Und wussten's die Blumen (compus de Fanny Mendelssohn)
    - Nr. 11 Entsagung: Herr, zu dir will ich mich retten
    - Nr. 12 Die Nonne: Im stillen Klostergarten (compus de Fanny Mendelssohn)

  - Op.10, Die Hochzeit des Camacho („Nunta lui Camacho”; singspiel)
  - Op.11, Simfonia nr. 1, in do minor (1824)
  - Op.12, Cvartetul de coarde nr. 1, în mi bemol major (1829)
  - Op.13, Cvartetul de coarde nr. 2, în la minor (1827)
  - Op.14, Rondo capriccioso, în mi major, pentru pian (1824)
  - Op.15, Fantezia pe cântecul irlandez The Last Rose of Summer, în mi major, pentru pian (1827)
  - Op.16, (3) Fantezii sau capricii pentru pian (1829)
    - No.1 Fantezia în la minor
    - No.2 Capriciu sau Scherzo în mi minor
    - No.3 Fantezia în mi major (The Rivulet)

  - Op. 17, Variations concertantes, în re major, pentru violoncel și pian (1829)
  - Op. 18, Cvintet de coarde, nr. 1, în la major (1826/32)
  - Op. 19a, Șase cântece pentru voce și pian (1830/34)
    - No.1 Frühlingslied: In dem Walde, süsse Tone
    - No. 2 Das erste Veilchen: Als ich das erste Veilchen erblickt
    - No. 3 Winterlied: Mein Sohn, wo willst du hin so spät
    - No. 4 Neue Liebe: In dem Mondenschein im Walde
    - No. 5 Gruss: Leise zieht durch mein Gemüth
    - No. 6 Reiselied: Bringet des treusten Herzens Grüsse

  - Op.19b, „Cântece fără cuvinte” pentru pian, caietul I (1829/30)
    - No.1 Andante con moto, în mi major
    - No.2 Andante espressivo, în la minor
    - No.3 Molto allegro e vivace, în la major („Cântec de vânătoare")
    - No.4 Moderato, în la major
    - No.5 Poco agitato, în fa diez minor
    - No.6 Andante sostenuto, în sol minor Venezianisches Gondellied [„Cântec de gondolier venețian”] nr. 1

  - Op.20, Octet de coarde, în mi bemol major, pentru dublu cvartet de coarde (1825)
  - Op.21, Uvertura „Visul unei nopți de vară", în mi major (1826)
  - Op.22, Capriccio brilliant, în si minor, pentru pian și orchestră (1832)
  - Op.23, Trei piese sacre, pemtru soliști, cor și orgă
    - No.1 Aus tiefer Not schrei' ich zu dir
    - No.2 Ave Maria
    - No.3 Mitten wir im Leben sind mit dem Tod umfangen

  - Op.24, Uvertura în Do major, pentru instrumente de suflat (1824/38)
  - Op.25, Concert pentru pian, nr.1, în sol minor (1831)
  - Op.26, Uvertura „Hebridele”, în si minor (1830/32; cunoscută și cu titlul „Grota lui Fingal”)
  - Op.27, Uvertura în re major Meeresstille und glückliche Fahrt („Calmul mării și călătorie fericită”), după Goethe (1828)
  - Op.28, Fantezia în fa diez minor, pentru pian (Sonate écossaise)
  - Op.29, Rondo brilliant, în mi bemol major, pentru pian și orchestră (1834)
  - Op.30, „Cântece fără cuvinte”, pentru pian, Caietul II (1833/34)
    - No.1 Andante espressivo, în mi bemol major
    - No.2 Allegro di molto, în si bemol minor
    - No.3 Adagio non troppo, în mi major
    - No.4 Agitato e con fuoco, în si minor
    - No.5 Andante grazioso, în Re major
    - No.6 Allegretto tranquillo, în fa diez minor [„Cântec de gondolier venețian”] nr. 2

  - Op.31, Psalmul CXV (Non nobis, Domine), pentru cor și orchestră (1830)
  - Op.32, Uvertura în fa major, Das Märchen von der schönen Melusine [„Povestea frumoasei Melusine”] (1833)
  - Op.33, Trei capricii pentru pian (1833/35)
    - No.1 Capriciu în la minor
    - No.2 Capriciu în mi major
    - No.3 Capriciu în si bemol minor

  - Op.34, Șase cântece pentru voce și pian (1834/36)
    - No.1 "Minnelied: Leucht't heller als die Sonne"
    - No.2 "Auf Flügeln des Gesanges"
    - No.3 "Frühlingslied: Es brechen im schallenden Reigen"
    - No.4 "Suleika: Ach, um deine feuchten Schwingen"
    - No.5 "Sonntagslied: Ringsum erschallt in Wald und Flur"
    - No.6 "Reiselied: Der Herbstwind rüttelt die Bäume"

  - Op. 35, Șase preludii și fugi pian (1827/37)
    - No.1 Prelude and Fugue in mi minor
    - No.2 Prelude and Fugue in re major
    - No.3 Prelude and Fugue in si minor
    - No.4 Prelude and Fugue in la bemol major
    - No.5 Prelude and Fugue in fa minor
    - No.6 Prelude and Fugue in si bemol major

  - Op. 36, oratoriul „Sfântul Paul”, pentru cor și orchestră (1836)
  - Op. 37, 3 Preludes and Fugues for organ (1837)
    - No.1 Prelude and Fugue in C minor
    - No.2 Prelude and Fugue in G major
    - No.3 Prelude and Fugue in D minor

  - Op.38, „Cântece fără cuvinte” pentru pian, caietul III (1836/37)
    - No.1 Con moto in E-flat major
    - No.2 Allegro non troppo in C minor
    - No.3 Presto e molto vivace in E major
    - No.4 Andante in A major
    - No.5 Agitato in A minor
    - No.6 Andante con moto in A-flat major ("Duetto")

  - Op.39, 3 Motets for female choir and organ (1830)
    - No.1 Veni, Domine
    - No.2 Laudate pueri
    - No.3 Surrexit pastor

  - Op.40, Piano Concerto No.2 in D minor (1837)
  - Op.41, Șase lieduri pentru voci mixte, a cappella (1834/38)
  - Nr. 1 Im Walde: Ihr Vögel in den Zweigen schwank
  - Nr. 2 Entflieh' mit mir: Entflieh' mit mir
  - Nr. 3 Es fiel ein Reif: Es fiel ein Reif
  - Nr. 4 Auf ihrem Grab: Auf ihrem Grab
  - Nr. 5 Mailied: Der Schnee zerrinnt
  - Nr. 6 Auf dem See: Und frische Nahrung
    - Op. 42, Psalm 42 , pentru cor și orchestră (1837)
    - Op. 43, Serenade and Allegro giocoso în si minor, pentru pian și orchestră (1838)
    - Op. 44, trei cvartete de coarde
      - 1. Cvartet de coarde nr. 3 in re major (1838)
      - 2. Cvartet de coarde nr. 4 in mu minor (1837)
      - 3. Cvartet de coarde nr. 5 in mi bemol major (1838)

    - Op.45, Sonata pentru violoncel, nr. 1, in si bemol major (1838)
    - Op.46, Psalm XCV , pentru cor și orchestră (1838)
    - Op.47, Șase cântece pentru voce și pian (1839)
      - Nr. 1 Minnelied: Wie der Quell so lieblich klinget
      - Nr. 2 Morgengruss: Über die Berge steigt schon die Sonne
      - Nr. 3 Frühlingslied: Durch den Wald, den dunklen, geht
      - Nr. 4 Volkslied: Es ist bestimmt in Gottes Rath
      - Nr. 5 Der Blumenstrauss: Sie wandelt im Blumengarten
      - Nr. 6 Bei der Wiege: Schlummre! Schlummre und träume von kommender Zeit

    - Op. 48, Der erste Frühlingstagi, pentru voci mixte, a cappella (1839)
      - Nr. 1 Frühlingsahnung: O sanfter süsser Hauch
      - Nr. 2 Die Primel: Liebliche Blume
      - Nr. 3 Frühlingsfeier: Süsser, goldner Frühlingstag
      - Nr. 4 Lerchengesang: Wie lieblicher Klang
      - Nr. 5 Morgengebet: O wunderbares tiefes Schweigen
      - Nr. 6 Herbstlied: Holder Lenz, du bist dahin

    - Op. 49, Trio cu pian, nr. 1, în re minor (1839)
    - Op. 50, Șase lieduri pentru cor bărbătesc a cappella (1837/40)
      - Nr. 1 Türkisches Schenkenlied: Setze mir nicht, du Grobian
      - Nr. 2 Der Jäger Abschied: Wer hat dich, du schöner Wald
      - Nr. 3 Sommerlied: Wie Feld und Au' so blinkend im Thau
      - Nr. 4 Wasserfahrt: Am fernen Horizonte
      - Nr. 5 Liebe und Wein: Liebesschmerz. Was quälte dir dein armes Herz
      - Nr. 6 Wanderlied: Vom Grund bis zu den Gipfeln

    - Op.51, Psalm CXIV ("When Israel out of Egypt came") for double choir and orchestra (1839)
    - Op.52, Lobgesang [„Imn de laudă”], cantată simfonică pe texte din Biblie, pentru soliști, cor și orchestră (1840; denumită postum Simfonia nr. 2, în si bemol major)
    - Op.53, „Cântece fără cuvinte” pentru pian, caietul IV (1839/41)
      - No.1 Andante con moto in A-flat major
      - No.2 Allegro non troppo in E-flat major
      - No.3 Presto agitato in G minor
      - No.4 Adagio in F major
      - No.5 Allegro con fuoco, în la minor (Volkslied)
      - No.6 Molto Allegro vivace, în la major

    - Op.54, Variations sérieuses pentru pian (1841)
    - Op.55, Antigone, pentru corr bărbătesc și orchestră (1841)
    - Op.56, Simfonia nr. 3, în la minor („Scoțiana"; 1841/42)
    - Op.57, Șase lieduri pentru voce și pian
      - Nr.1 Altdeutsches Lied: Es ist in den Wald gesungen
      - Nr. 2 Hirtenlied: O Winter, schlimmer Winter
      - Nr. 3 Suleika: Was bedeutet die Bewegung?
      - Nr. 4 O Jugend, o schöne Rosenzeit!: Von allen schönen Kindern auf der Welt"
      - Nr. 5 Venetianisches Gondellied [„Cântec de gondolier venețian”]: Wenn durch die Piazetta
      - Nr. 6 Wanderlied: Laue Luft kommt blau geflossen

    - Op. 58, Sonata nr. 2 pentru violoncel, în re major (1843)
    - Op. 59, Im Grünen, Șase lieduri pentru voci mixte a cappella (1837/43)
      - Nr.1 Im Grünen: Im Grün erwacht der frische Muth
      - Nr. 2 Frühzeitiger Frühling: Tage der Wonne, kommt ihr so bald
      - Nr. 3 Abschied vom Wald: O Thaler weit, o Höhen
      - Nr. 4 Die Nachtigall: Die Nachtigall, sie war entfernt
      - Nr. 5 Ruhetal: Wann im letzten Abendstrahl
      - Nr. 6 Jagdlied: Durch schwankende Wipfel

    - Op. 60, Die erste Walpurgisnacht [„Prima noapte a Walpurgiei”], pentru cor și orchestră (1831/43)
    - Op. 61, Muzică de scenă la „Visul unei nopți de vară” de Shakespeare (1842)
    - - Scherzo
    - - Notturno
    - - Marș nupțial
      - Op. 62, „Cântece fără cuvinte” pentru pian, caietul V (1842/44)
        - Nr. 1 Andante espressivo, în sol major
        - Nr. 2 Allegro con fuoco, în si bemol major
        - Nr. 3 Andante maestoso, în mi minor (Trauermarsch - „Marș funebru”)
        - Nr. 4 Allegro con anima, în sol major
        - Nr. 5 Andante con moto, în la minor (Venezianisches Gondellied [„Cântec de gondolier venețian”] nr. 3)
        - No.6 Allegretto grazioso, în la major (Frühlingslied - „Cântec de primăvară")

      - Op.63, Șase lieduri pentru voce și pian (1836/45)
        - Nr. 1 Ich wollt' meine Lieb' ergösse sich: Ich wollt' meine Lieb' ergösse sich
        - Nr. 2 Abschied der Zugvögel: Wie war so schön doch Wald und Feld!
        - Nr. 3 Gruss: Wohin ich geh' und schaue
        - Nr. 4 Herbstlied: Ach, wie so bald verhallet der Reigen
        - Nr. 5 Volkslied: O sah' ich auf der Haide dort im Sturme dich
        - Nr. 6 Maiglöckchen und die Blümelein: Maiglöckchen läutet in dem Thal

      - Op.64 Concertul pentru vioară, în mi minor (1838/1844)
      - Op.65, (6) Sonate pentru orgă (1844/45)
        - 1. Nr. 1 în fa minor (1844)
        - 2. Nr. 2 în do minor (1844)
        - 3. Nr. 3 în la major (1844)
        - 4. Nr. 4 în si bemol major (1845)
        - 5. Nr. 5 în re major (1844)
        - 6. Nr. 6 în re minor (1845)

      - Op.66, Piano Trio No.2 in C minor (1845)
      - Op.67, „Cântece fără cuvinte” pentru pian, caietul VI (1843/45)
        - No.1 Andante în mi bemol major
        - No.2 Allegro leggiero în fa diez minor
        - No.3 Andante tranquillo în si bemol major
        - No.4 Presto in Cdo major (Spinnerlied - „Cântec de tors”)
        - No.5 Moderato în si minor
        - No.6 Allegro non troppo în mi major

      - Op.68, Festgesang an die Künstler: Der Menschheit Würde , pentru cor bărbătesc și acompaniament (1846)
      - Op.69, Trei motete pentru cor (1847)
        - Nr. 1 Nunc dimittis
        - Nr. 2 Jubilate
        - Nr. 3 Magnificat

      - Op.70, oratoriul Elijah pentru cor și orchestră (1846)
      - Op.71, Șase lieduri pentru voce și pian
        - Nr. 1 Tröstung: Werde heiter, mein Gemüthe
        - Nr. 2 Frühlingslied: Der Frühling naht mit Brausen
        - Nr. 3 An die Entfernte: Diese Rose pflück' ich hier
        - Nr. 4 Schilflied: Auf dem Teich, dem regungslosen
        - Nr. 5 Auf der Wanderschaft: Ich wand're fort ins ferne Land
        - Nr. 6 Nachtlied: Vergangen ist der lichte Tag

      - Op.72, (6) Kinderstücke [Piese pentru copii], pentru pian (1842)
        - No.1 Allegro non troppo, în sol major
        - No.2 Andante sostenuto, în mi bemol major
        - No.3 Allegretto, în sol major
        - No.4 Andante con moto, în re major
        - No.5 Allegro assai, în sol minor
        - No.6 Vivace, în fa major
- Op.90 - „Simfonia italiană” nr. 4 în La major (1833)

### 121 de lucrari in toate genurile
- 12 simfonii timpurii („Simfonii pentru coarde" - 1820-1823)

- Concerte timpurii cu acompaniament de orchestră de cameră (coarde):
  - Pian (la minor);
  - Vioară (re minor)(1822);
  - Pian și vioară (do minor);
  - 2 piane (Mi major și La bemol major)
- Studiu în fa minor pentru pian (1826)
- Scherzo în si bemol minor pentru pian (1829)
- Scherzo a capriccio în Fa diez minor pentru pian (1835-1836)
- Cvartet pentru coarde în Mi bemol major
- Sonata pentru violă în do minor (1823-24)